# De Troon
De Troon is een Nederlandse dramaserie van de AVRO. De serie vertelt het gefictionaliseerde, gedramatiseerde levensverhaal van Koning Willem I, Koning Willem II en Koning Willem III. In zes afleveringen wordt middels de vertelstem van de jonge Wilhelmina, teruggekeken op de geschiedenis van het Nederlandse koningshuis in de negentiende eeuw.
In juli 2009 vertrok de crew en cast van De Troon naar Hongarije om daar opnames te gaan maken. 30 november 2009 was de laatste opnamedag. De serie werd tussen 6 maart 2010 en 10 april 2010 iedere zaterdagavond om 20:15 uitgezonden op Nederland 2 en is later herhaald. 

## Rolverdeling
| Acteur                    | Personage                               |
| ------------------------- | --------------------------------------- |
| Yorick van Wageningen     | Willem I der Nederlanden                |
| Dragan Bakema             | Guillot (jong)                          |
| Bianca Krijgsman          | Mimi                                    |
| Beppie Melissen           | Wilhelmina van Pruisen                  |
| Elisabeth van Nimwegen    | Emma van Waldeck-Pyrmont                |
| Femke Stasse              | Wilhelmina der Nederlanden (kind)       |
| Nasrdin Dchar             | Jesus Pereira                           |
| Jasper Boeke              | Van Hogendorp                           |
| Bram Coopmans             | Van der Duyn van Maasdam                |
| Hugo Metsers              | Van Limburg Stirum                      |
| Eline van der Velden      | Charlotte van Wales                     |
| Kevin Janssens            | Leopold I                               |
| Dana Goldberg             | Marianne der Nederlanden (kind)         |
| Robin Boissevain          | Guillot (tiener)                        |
| Joep van Lieshout         | Guillot (kind)                          |
| Matteo van der Grijn      | Frederik der Nederlanden                |
| Bart Klever               | stadhouder Willem V                     |
| Tom Van Landuyt           | Napoleon Bonaparte                      |
| Lies Visschedijk          | Wilhelmina der Nederlanden (voice-over) |
| Nanette Drazic            | Anna Paulowna (jong)                    |
| Bracha van Doesburgh      | Marianne der Nederlanden                |
| Dimitri Merkoulov         | tolk                                    |
| Alwin Pulinckx            | Vlaamse vriend 1                        |
| Tijs Huys                 | Vlaamse vriend 2                        |
| Mate Gyenes               | Kleintie (kind)                         |
| Michel Van Dousselaere    | aartsbisschop                           |
| Jef Hoogmartens           | ober / rover                            |
| Guy Clemens               | Willem III der Nederlanden (jong)       |
| Loes Haverkort            | Sophie van Württemberg                  |
| Steven Van Watermeulen    | Zwijsen                                 |
| Yannick de Waal           | Kleintie (tiener)                       |
| Raymond Thiry             | Thorbecke                               |
| Ferenc Lengyel            | Tsaar Nicolaas I                        |
| Veerle van Overloop       | Henriëtte d'Oultremont                  |
| Kristóf Bakos             | Alexander der Nederlanden (kind)        |
| Kurt Van Eeghem           | burgemeester van Brussel                |
| Györi Csaba               | Albert van Pruisen                      |
| Jeroen Willems            | Guillot (oud)                           |
| Catherine ten Bruggencate | Anna Paulowna (oud)                     |
| Bram Verhoofstad          | Wiwil (kind)                            |
| Daan Verhoofstad          | Maurits der Nederlanden (kind)          |
| Dóra Horváth              | Alexandrine van Pruisen (kind)          |
| Geert Lageveen            | Van den Biesen                          |
| Marcel Musters            | Willem III der Nederlanden (oud)        |
| Mike Reus                 | Dumonceau                               |
| Egbert-Jan Weeber         | Wiwil                                   |
| Sophie van Winden         | Mathilde van Limburg Stirum             |
| Ward Weemhoff             | Alexander der Nederlanden               |
| Ids van der Krieke        | Minister van oorlog                     |
| Deirdre Mullins           | Joanne                                  |
| Jeroen De Man             | monnik                                  |
| Frank Derijcke            | De Klerck                               |
| Diede Zillinger Molenaar  | Van Regteren                            |
| Lotte Verbeek             | Pauline van Waldeck-Pyrmont             |
| Elisa Koles               | Elisabeth van Saksen-Weimar-Eisenach    |
| Gonny Gaakeer             | Sophie der Nederlanden                  |
| Károly Mészáros           | George Victor van Waldeck-Pyrmont       |
| Maria Varga               | Helena van Nassau                       |

## Kritiek
De serie is geïnspireerd op het boek Voor de troon wordt men niet ongestraft geboren, geschreven door Daniela Hooghiemstra en Dorine Hermans, uitgegeven door Uitgeverij Bert Bakker. Op onderdelen is de serie sterk gedramatiseerd, wat logisch is bij een fictiereeks. Zo stierven de koningen Willem I en Willem II en prins Maurits op een andere manier dan weergegeven en was Napoleon in 1803 nog geen keizer. En zo stond er geen middeleeuws gotisch paleis naast de kerk van Tilburg in 1849, maar een neogotisch Paleis dat in 1849 zelfs nog niet voltooid was.
Daarnaast is er qua het taalgebruik in de serie voor gekozen niet het in adellijke kringen in de 19e eeuw gebruikelijke Frans te volgen, maar dit voor de Nederlandse kijkers Nederlands te maken, en naar een moderner Nederlands te tillen, opdat er niet een theatrale ouderwetse stijl zou gaan overheersen.
Andermans Veren ·
Atlas ·
Babbelonië ·
BankGiro Loterij Restauratie ·
Blik op de weg ·
Bloedverwanten ·
Buitenhof** ·
Dag Juf, tot morgen ·
De Astronautjes ·
De Bereboot ·
De Brekers ·
De Droomshow ·
De Sleutels van Fort Boyard ·
De tiende van Tijl ·
De Troon ·
Die is de mol! ·
EenVandaag* ·
Een mens wil... ·
Eén van de acht ·
Expeditie Poolcirkel*** ·
Fort Boyard ·
Gouden Televizier-Ring Gala ·
Hoe heurt het eigenlijk? ·
In de hoofdrol ·
Join the Beat ·
Junior Eurovisiesongfestival ·
Junior Songfestival ·
Karel ·
Kinderprinsengrachtconcert ·
Koefnoen ·
Kom er maar eens achter ·
Lawaaipapegaai ·
Mag ik u kussen? ·
Mensen zoals jij en ik ·
Missers! ·
Nederland in Beweging!**** ·
Ontdek je plekje ·
Op de Bon ·
Op zoek naar Danny & Sandy ·
Op zoek naar Evita ·
Op zoek naar Joseph ·
Op zoek naar Maria ·
Op zoek naar Mary Poppins ·
Op zoek naar Zorro ·
Opium ·
Opsporing Verzocht ·
Prinsengrachtconcert ·
Service Salon ·
Sterrenjacht ·
Sterrenslag ·
Stuif es in ·
Telebingo ·
Televizier ·
The Phone ·
Toppop3 ·
Tussen Kunst & Kitsch ·
Vinger aan de Pols ·
We gaan nog niet naar huis ·
Wedden dat..? ·
Wie-kent-kwis ·
Wie is de Mol? ·
Wie is de Mol? Junior ·
Wordt Vervolgd
* In samenwerking met de TROS
** In samenwerking met VARA en VPRO
*** Dit programma is overgegaan naar RTL 5
**** Dit programma is overgegaan naar MAX